# Cucerdea
Cucerdea (Oláhkocsárd en hongrois) est une commune roumaine du județ de Mureș, dans la région historique de Transylvanie et dans la région de développement du Centre.

## Géographie
La commune de Cucerdea est située au sud-est du județ, sur le Plateau de la Târnava, entre la vallée du Mureș et celle de la Târnava Mică, à 5 km au sud de Iernut, à 10 km au nord de Târnăveni et à 35 km au sud-ouest de Târgu Mureș, le chef-lieu du județ.
La municipalité est composée des trois villages suivants (population en 2002) :
- Bord (164) ;
- Cucerdea (872), siège de la municipalité ;
- Șeulia de Mureș (671).

## Histoire
La première mention écrite du village date de 1278.
La commune de Cucerdea a appartenu au royaume de Hongrie, puis à l'empire d'Autriche et à l'Empire austro-hongrois.
En 1876, lors de la réorganisation administrative de la Transylvanie, elle a été rattachée au comitat de Kis-Küküllő dont le chef-lieu était la ville de Târnăveni.
La commune de Cucerdea a rejoint la Roumanie en 1920, au traité de Trianon, lors de la désagrégation de l'Autriche-Hongrie. Après le deuxième arbitrage de Vienne, elle a été de nouveau occupée par la Hongrie de 1940 à 1944, période durant laquelle la petite communauté juive fut exterminée par les nazis. Elle est redevenue roumaine en 1945.

## Politique
Le conseil municipal de Cucerdea compte 11 sièges de conseillers municipaux. À l'issue des élections municipales de juin 2008, Ioan Oltean (PNL) a été élu maire de la commune.
| Parti                             | Nombre de conseillers |
| --------------------------------- | --------------------- |
| Parti national libéral (PNL)      | 6                     |
| Parti démocrate-libéral (PD-L)    | 2                     |
| Parti de la Grande Roumanie (PRM) | 1                     |
| Parti social-démocrate (PSD)      | 1                     |
| Candidat indépendant              | 1                     |

## Religions
En 2002, la composition religieuse de la commune était la suivante :
- Chrétiens orthodoxes, 89,22 % ;
- Catholiques grecs, 3,33 % ;
- Pentecôtistes, 2,05 %.

## Démographie
En 1910, la commune comptait 2 262 Roumains (92,70 %) et 134 Hongrois (5,50 %).
En 1930, on recensait 2 699 Roumains (98,50 %), 19 Hongrois (0 68 %), 23 Juifs (0,83 %) et 33 Tsiganes (1,19 %).
En 2002, 1 689 Roumains (98,94 %) côtoient 7 Hongrois (0,41 %) et 11 Tsiganes (0,64 %). On comptait à cette date 648 ménages et 987 logements.
| 1850  | 1880  | 1900  | 1910  | 1930  | 1956  | 1977  | 1992  | 2002  |
| ----- | ----- | ----- | ----- | ----- | ----- | ----- | ----- | ----- |
| 2 360 | 2 067 | 2 312 | 2 438 | 2 774 | 3 078 | 2 770 | 1 950 | 1 707 |

| 2007  | - | - | - | - | - | - | - | - |
| ----- | - | - | - | - | - | - | - | - |
| 1 638 | - | - | - | - | - | - | - | - |

## Économie
L'économie de la commune repose sur l'agriculture (céréales) et l'élevage.

## Communications

### Routes
Cucerdea est située sur la route nationale DN14A qui relie Iernut avec Târnăveni et Mediaș, dans le județ de Sibiu.